# NEWSライン
『NEWSライン』（ニュースライン）は、2001年から2009年3月まで奈良テレビで放送されていた平日最終便のニュース番組。

## 概要
平日最終便のローカルワイドニュースとして放送されていた『TVNニュース』を本番組にリニューアルする形で2001年にスタートした。開始当初の放送時間は、平日22:30 - 22:55の25分間。
放送当日の奈良県内のストレートニュースのほかに、県内各地の人や取り組みなどを紹介する「地域の話題」、特集、インタビュー、イベントの告知を行う「お知らせ」などで構成されていた。また、万葉学者の中西進が万葉集の歌が詠まれた場所を訪ねる「中西進の万葉こゝろ旅」をシリーズ企画として放送していた。同コーナーはのちに、紀行番組として番組化された。
スタジオセットは、本番組と同様にニューススタジオを使用する『TVNニュース』、『News Up なら』と共用し、末期のセットは本番組終了後も『TVNニュース』で引き続き使用されていた。
番組末期の放送時間は、平日の22:30 - 22:50（テレビ東京の編成により変更の場合もあり）の20分間だった。
2009年3月に最終回を迎え、同年4月からは平日22:55 - 23:00の5分間に放送枠を縮小させたうえで、『TVNニュース』が再びスタートした。これにより、奈良テレビの平日最終便の報道番組は再び『TVNニュース』となった。本番組終了以降、奈良テレビは長らく放送してきた平日22時台のワイドニュース番組の制作から撤退し、『TVNニュース』でストレートニュースのみを放送している。

## キャスター
キャスターは曜日ごとに2名のペアリングで担当していた。最終回時点のキャスターは以下の通り。
- 臼井雅基
- 野上ともよ

### 過去のキャスター
- 前田美保
- 堀江良信
- 根木近江美
- 小田美保代
- 坂口親宏
- 中野みき
- 永倉由季